# Albert Falls Game Reserve
Das Albert Falls Game Reserve (teilweise auch Albert Falls Nature Reserve, offiziell Albert Falls Dam and Game Reserve) ist ein Wildreservat in der südafrikanischen Provinz KwaZulu-Natal. Es liegt  20 Kilometer nördlich von Pietermaritzburg und umschließt den Albert-Falls-Stausee.  Gegründet im Jahr 1975 und rund 3000 Hektar groß, bietet es eine Reihe von Freizeitaktivitäten wie Wasserski, Segeln, Kanufahrten, Angeln, Vogel- und Wildtierbeobachtungen und Wanderungen. Besonderer Anziehungspunkt sind die Wasserfälle, die Albert Falls.
Der Stausee und das Reservat werden von der Msinsi Holding, einer Tochter des größten öffentlichen Wasserversorgers der Provinz, Umgeni Waters, geführt.
Neben den mehr als 280 Vogelarten findet man im Schutzgebiet noch Säugetiere wie Zebras, Impalas, Blessböcke, Bergriedböcke, Kronenducker, Springböcke, Kuhantilopen und Oribis. Das Wappentier des Schutzgebietes ist der Schreiseeadler, der hier häufig anzutreffen ist.